# Salins-Fontaine

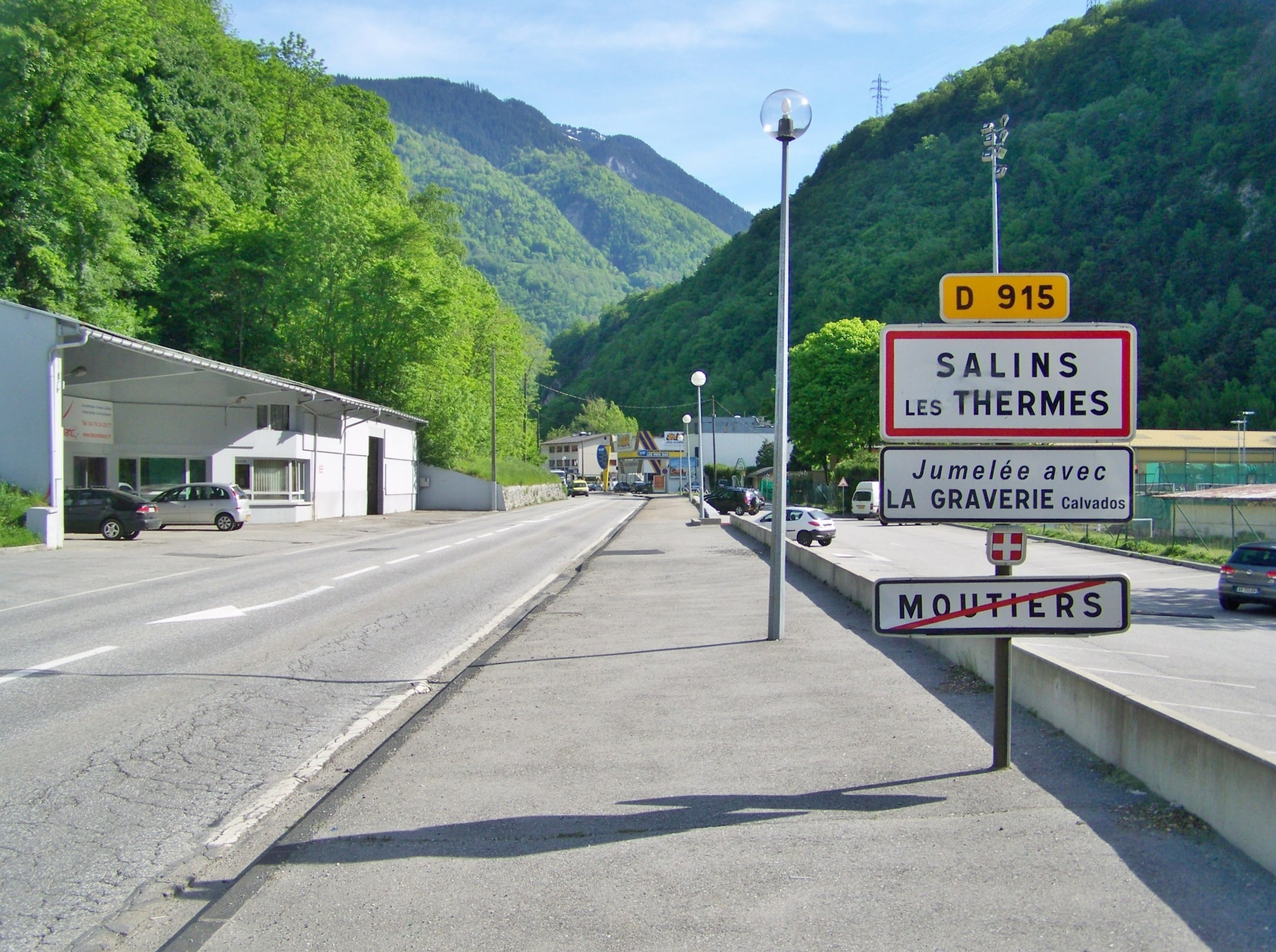
Salins les Thermes (2012)

Salins-Fontaine ist eine französische Gemeinde mit 959 Einwohnern (Stand: 1. Januar 2022) im Département Savoie in der Region Auvergne-Rhône-Alpes. Sie gehört zum Arrondissement Albertville und zum Kanton Moûtiers.

## Geographische Lage
Salins-Fontaine liegt rund 27 Kilometer südsüdöstlich von Albertville in der Tarentaise und am Doron de Bozel, der gemeinsam mit dem Doron de Belleville die südliche Gemeindegrenze bildet. Umgeben wird Salins-Fontaine von den Nachbargemeinden 
- Grand-Aigueblanche mit Le Bois im Nordwesten,
- Moûtiers im Nordosten,
- Feissons-sur-Salins im Osten,
- Les Belleville im Süden,
- Saint-Jean-de-Belleville im Westen und Südwesten.

## Geschichte
Zum 1. Januar 2016 wurde Salins-Fontaine als Commune nouvelle aus den bis dahin eigenständigen Kommunen Salins-les-Thermes und Fontaine-le-Puits gebildet.

## Gliederung
| Ortsteil                               | ehemaliger INSEE-Code | Fläche (km²) | Einwohnerzahl (2016) |
| -------------------------------------- | --------------------- | ------------ | -------------------- |
| Fontaine-le-Puits                      | 73115                 | 4,47         | 124                  |
| Salins-les-Thermes (Verwaltungssitz)00 | 73284                 | 4,17         | 884                  |

## Sehenswürdigkeiten
- Kirche Saint-Maurice
- Kapelle Saint-Roch von Les Frasses
- Schloss Salins (auch: Schloss Melphe)
- Thermen von Salins

## Gemeindepartnerschaft
Mit der ehemaligen französischen Ortschaft La Graverie (heute Gemeinde Souleuvre en Bocage) im Département Calvados besteht eine Partnerschaft.